# Gacka (province)
La Gacka est une ancienne province croate (généralement appelée « paroisse », en croate : župa),.

## Source de la traduction
- (hr) Cet article est partiellement ou en totalité issu de l’article de Wikipédia en croate intitulé « Gacka (župa) » (voir la liste des auteurs).